# 캣독
《캣독》(CatDog)은 니켈로디언의 애니메이션 시리즈
이다. 옛날부터 앙숙이였던 두 동물 고양이와 개가 합쳐진 캣(Cat)과 독(Dog) 즉 캣독으로 인해 일어나는 이야기를 다루었다.

## 주요 캐릭터
- 캣 (성우:짐 커밍스/장광)
- 독 (성우:톰 케니/김영선)